# Глинтон, Гэвин
Гэвин Глинтон (англ. Gavin Glinton; 1 марта 1979 года, Гранд-Терк, Теркс и Кайкос) — футбольный тренер из Теркс и Кайкос, наставник клуба «Окленд Рутс». Ранее был футболистом, выступал на позиции нападающего.

## Клубная карьера
Начинал свою взрослую карьеру в молодёжной команде американского клуба «Чикаго Файр». Затем Глинтон несколько лет провел в MLS за «Лос-Анджелес Гэлакси», «Даллас Берн» и «Сан-Хосе Эртквейкс». Завершал свою карьеру во вьетнамском «Намдине». В 2004—2005 гг. на время приостанавливал свою карьеру. В это время Глинтон работал тренером в университете Бредли.

## Карьера в сборной
В сборную Теркса и Кайкос Гэвин Глингтон вызывался десять лет. Некоторое время он был её капитаном. С четырьмя голами форвард является лучшим бомбардиром в её истории.

## Достижения
- Обладатель Кубка MLS: 2002
- Обладатель MLS Supporters' Shield: 2002